# Питерсон, Уолтер
Уолтер Эрнест Питерсон (англ. Walter Ernest Peterson; 7 ноября 1883, Стиллорган, Ленстер — неизвестно) — ирландский хоккеист на траве, правый защитник. Серебряный призёр летних Олимпийских игр 1908 года.

## Биография
Джек Питерсон родился 7 ноября 1883 года в британской деревне Стиллорган (сейчас в Ирландии). 
Играл в хоккей на траве за дублинские команды «Авока» (1896—1899), «Палмерстаун» (1899—1907) и «Монкстаун» (1907 — не раньше 1914), «Лейнстер» (1903—1912). Шесть раз выигрывал Кубок Ирландии (1900, 1903—1905, 1910, 1914).
В 1908 году вошёл в состав сборной Ирландии по хоккею на траве на летних Олимпийских играх в Лондоне и завоевал серебряную медаль, которая пошла в зачёт Великобритании, в состав которой тогда входила Ирландия. Играл на позиции правого защитника, провёл 2 матча, мячей не забивал. 
В 1903—1914 годах провёл 23 матча за сборную Ирландии. В 1904 году выиграл Тройную корону, победив сборные Уэльса (4:2) и Англии (3:2).
В 1921 году был судьёй международного матча между сборными Ирландии и Англии.
О дальнейшей жизни данных нет.

## Семья
Отец — ирландец, работал бухгалтером и аудитором. Мать — англичанка. В семье также было пять братьев и сестра, все старше Уолтера.
В «Авоке» и «Палмерстауне» играл вместе со всеми остальными братьями: Джеком, Уильямом, Николасом, Гербертом и Сесилом. В 1908 году в сборной Ирландии на летних Олимпийских играх в Лондоне вместе с Уолтером играл брат Джек.